# Championnat ITC 1995
La saison 1995 de l'ITCS a été la première saison du championnat. C'est également la douzième saison du DTM. Le pilote allemand Bernd Schneider a remporté le titre pilote et Mercedes-Benz le titre constructeur.
Cette saison fut marquée par la jonction de ce championnat en DTM, ce qui créera, au fil de la saison, de nombreux quiproquos entre les deux championnats.

## Engagés
| Écurie              | Voiture              | #  | Pilote               |
| ------------------- | -------------------- | -- | -------------------- |
| Opel Team Rosberg   | Opel Calibra V6 4x4  | 1  | Klaus Ludwig         |
| Opel Team Rosberg   | Opel Calibra V6 4x4  | 2  | Keke Rosberg         |
| AMG-Mercedes        | Mercedes C-Class V6  | 3  | Jörg van Ommen       |
| AMG-Mercedes        | Mercedes C-Class V6  | 4  | Jan Magnussen        |
| Zakspeed Mercedes   | Mercedes C-Class V6  | 5  | Alexander Grau       |
| Zakspeed Mercedes   | Mercedes C-Class V6  | 6  | Kurt Thiim           |
| Zakspeed Mercedes   | Mercedes C-Class V6  | 16 | Louis Krages         |
| Zakspeed Mercedes   | Mercedes C-Class V6  | 17 | Ellen Lohr           |
| Alfa Corse          | Alfa Romeo 155 V6 Ti | 7  | Alessandro Nannini   |
| Alfa Corse          | Alfa Romeo 155 V6 Ti | 8  | Nicola Larini        |
| Opel Team Joest     | Opel Calibra V6 4x4  | 9  | Manuel Reuter        |
| Opel Team Joest     | Opel Calibra V6 4x4  | 10 | Yannick Dalmas       |
| Opel Team Joest     | Opel Calibra V6 4x4  | 20 | J.J. Lehto           |
| Opel Team Joest     | Opel Calibra V6 4x4  | 21 | Ni Amorim            |
| Schübel Engineering | Alfa Romeo 155 V6 Ti | 11 | Christian Danner     |
| Schübel Engineering | Alfa Romeo 155 V6 Ti | 12 | Michele Alboreto     |
| Schübel Engineering | Alfa Romeo 155 V6 Ti | 30 | Gabriele Tarquini    |
| Schübel Engineering | Alfa Romeo 155 V6 Ti | 31 | Pedro Couceiro       |
| Alfa Corse 2        | Alfa Romeo 155 V6 Ti | 13 | Gianni Giudici       |
| Alfa Corse 2        | Alfa Romeo 155 V6 Ti | 25 | Stig Amthor          |
| Alfa Corse 2        | Alfa Romeo 155 V6 Ti | 26 | Giancarlo Fisichella |
| Alfa Corse 2        | Alfa Romeo 155 V6 Ti | 27 | Markku Alén          |
| Alfa Corse 2        | Alfa Romeo 155 V6 Ti | 32 | Philippe Gache       |
| D2 AMG-Mercedes     | Mercedes C-Class V6  | 14 | Bernd Schneider      |
| D2 AMG-Mercedes     | Mercedes C-Class V6  | 15 | Dario Franchitti     |
| Euroteam            | Alfa Romeo 155 V6 Ti | 18 | Stefano Modena       |
| Euroteam            | Alfa Romeo 155 V6 Ti | 19 | Michael Bartels      |
| Persson Motorsport  | Mercedes C-Class V6  | 22 | Uwe Alzen            |
| Persson Motorsport  | Mercedes C-Class V6  | 23 | Bernd Mayländer      |
| Ruch Motorsport     | Mercedes C-Class V6  | 24 | Gerd Ruch            |

## Calendrier
| Épreuve | Épreuve | Circuit        | Date      | Pole Position   | Meilleur tour   | Vainqueur pilote | Vainqueur écurie    |
| ------- | ------- | -------------- | --------- | --------------- | --------------- | ---------------- | ------------------- |
| 1       | R1      | Mugello        | 21 mai    | Bernd Schneider | Bernd Schneider | Bernd Schneider  | D2 AMG-Mercedes     |
| 1       | R2      | Mugello        | 21 mai    | Bernd Schneider | Stefano Modena  | Dario Franchitti | D2 AMG-Mercedes     |
| 2       | R1      | Helsinki       | 4 juin    | Michael Bartels | Nicola Larini   | Christian Danner | Schübel Engineering |
| 2       | R2      | Helsinki       | 4 juin    | Michael Bartels | Stefano Modena  | Nicola Larini    | Alfa Corse          |
| 3       | R1      | Donington Park | 9 juillet | Bernd Schneider | Bernd Schneider | Bernd Schneider  | D2 AMG-Mercedes     |
| 3       | R2      | Donington Park | 9 juillet | Bernd Schneider | Bernd Schneider | Bernd Schneider  | D2 AMG-Mercedes     |
| 4       | R1      | Estoril        | 6 août    | Nicola Larini   | Nicola Larini   | Bernd Schneider  | D2 AMG-Mercedes     |
| 4       | R2      | Estoril        | 6 août    | Nicola Larini   | Nicola Larini   | Jan Magnussen    | AMG-Mercedes        |
| 5       | R1      | Magny-Cours    | 8 octobre | Nicola Larini   | Bernd Schneider | Bernd Schneider  | D2 AMG-Mercedes     |
| 5       | R2      | Magny-Cours    | 8 octobre | Nicola Larini   | Bernd Schneider | Bernd Schneider  | D2 AMG-Mercedes     |

## Classement
| Pos | Pilote               | Equipe              | Voiture              | Victoires | Points |
| --- | -------------------- | ------------------- | -------------------- | --------- | ------ |
| 1   | Bernd Schneider      | D2 AMG-Mercedes     | Mercedes C-Class V6  | 6         | 155    |
| 2   | Jan Magnussen        | AMG-Mercedes        | Mercedes C-Class V6  | 1         | 83     |
| 3   | Dario Franchitti     | D2 AMG-Mercedes     | Mercedes C-Class V6  | 1         | 80     |
| 4   | Nicola Larini        | Alfa Corse          | Alfa Romeo 155 V6 Ti | 1         | 59     |
| 5   | Jörg van Ommen       | AMG-Mercedes        | Mercedes C-Class V6  | 0         | 50     |
| 6   | Manuel Reuter        | Opel Team Joest     | Opel Calibra V6 4x4  | 0         | 50     |
| 7   | Stefano Modena       | Euroteam            | Alfa Romeo 155 V6 Ti | 0         | 49     |
| 8   | Kurt Thiim           | Zakspeed Mercedes   | Mercedes C-Class V6  | 0         | 45     |
| 9   | Alexander Grau       | Zakspeed Mercedes   | Mercedes C-Class V6  | 0         | 39     |
| 10  | Giancarlo Fisichella | Alfa Corse 2        | Alfa Romeo 155 V6 Ti | 0         | 37     |
| 11  | J.J. Lehto           | Opel Team Joest     | Opel Calibra V6 4x4  | 0         | 26     |
| 12  | Uwe Alzen            | Persson Motorsport  | Mercedes C-Class V6  | 0         | 26     |
| 13  | Christian Danner     | Schübel Engineering | Alfa Romeo 155 V6 Ti | 1         | 22     |
| 14  | Klaus Ludwig         | Opel Team Rosberg   | Opel Calibra V6 4x4  | 0         | 21     |
| 15  | Alessandro Nannini   | Alfa Corse          | Alfa Romeo 155 V6 Ti | 0         | 17     |
| 16  | Yannick Dalmas       | Opel Team Joest     | Opel Calibra V6 4x4  | 0         | 15     |
| 17  | Ellen Lohr           | Zakspeed Mercedes   | Mercedes C-Class V6  | 0         | 13     |
| 18  | Gianni Giudici       | Alfa Corse 2        | Alfa Romeo 155 V6 Ti | 0         | 9      |
| 19  | Bernd Mayländer      | Persson Motorsport  | Mercedes C-Class V6  | 0         | 8      |
| 20  | Keke Rosberg         | Opel Team Rosberg   | Opel Calibra V6 4x4  | 0         | 3      |
| 21  | Philippe Gache       | Alfa Corse 2        | Alfa Romeo 155 V6 Ti | 0         | 1      |
| 22  | Markku Alén          | Alfa Corse 2        | Alfa Romeo 155 V6 Ti | 0         | 1      |
| 23  | Stig Amthor          | Alfa Corse 2        | Alfa Romeo 155 V6 Ti | 0         | 1      |